# Szaporca
Szaporca – wieś i gmina w południowej części Węgier, w pobliżu miasta Siklós, niedaleko granicy chorwackiej. Administracyjnie Szaporca należy do powiatu Siklós, wchodzącego w skład komitatu Baranya i jest jedną z 53 gmin tego powiatu.

## Historia
Po raz pierwszy nazwa w formie Supurkan została wymieniona w 1117.

## Zabytki
- Kościół Reformatów wybudowany w 1883.